# María Esclapez
María Esclapez Cartagena (Elche, Alicante, 16 de julio de 1990) es una psicóloga y divulgadora española.

## Biografía
Se licenció en psicología en la Universidad Miguel Hernández de Elche y se especializó en sexología y terapia de parejas en el ISEP.
Como divulgadora ha colaborado con numerosos medios de comunicación, tanto escritos (como El País, Cosmopolitan, Glamour, Elle...) o audiovisuales como Mediaset o RTVE, centrándose en cuestiones relacionadas con la sexualidad, las relaciones de pareja o la autoestima. También ha realizado dicha actividad a través de las redes sociales, sobre todo Instagram, alcanzando gran notoriedad.
Ha publicado seis libros: Inteligencia sexual (2017), Ama tu sexo (2020), Me quiero, te quiero (2022), Tu lugar seguro (2023), la novela Mujeres que arden (2024) y Tu miedo es tu poder (2025).
En 2023 presentó el programa de RTVE para la plataforma Playz La cámara de Gesell, dedicado a la salud mental.